# موزه کالوست گلبنکیان

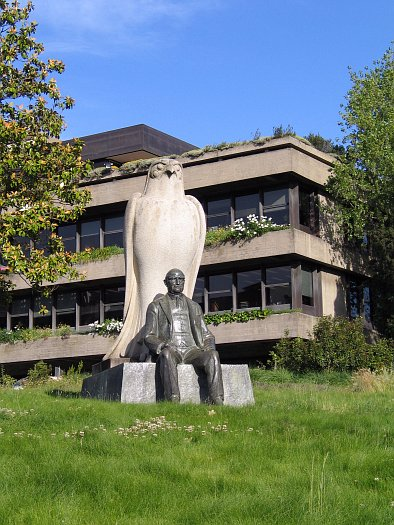
بنیاد کالوست گلبنکیان.

موزهٔ کالوست گُلبـِنکیان (به پرتغالی: Museu Calouste Gulbenkian) موزه‌ای است در شهر لیسبون پایتخت پرتغال.
این موزه مجموعه‌ای از اشیاء هنر باستان و نوین را در خود جای داده‌است.
موزه کالوست گلبنکیان پیرو وصیت‌نامهٔ کلکسیونر ارمنی‌تبار، کالوست گلبنکیان، بنیاد شد تا کلسکیون اشیاء هنری وی را در خود نگه دارد.
این کلکسیون هم‌اینک متعلق به بنیاد کالوست گلبنکیان است.
این موزه در میان بوستانی در تقاطع خیابان برنا و خیابان آنتونیو آگوستو دو آگیار در لیسبون واقع شده‌است.

## ترتیب گنجینه
نگارخانه‌های دائمی این موزه به دو ترتیب زمانی و جغرافیایی دسته‌بندی شده‌اند که دو گونه بازدید را از اشیاء میسر می‌کند.
در بخش نخست، هنر شرقی و اروپای باستان شامل هنر مصری، یونانی-رومی، میان‌رودان، ایران دورهٔ اسلام، هنر ارمنی و خاور دور قابل بازدید است.
بخش دوم دربرگیرندهٔ هنر اروپایی از جمله صحافی، تندیس‌گری، نگارگری و هنرهای تزئینی است. در این بخش هنر فرانسوی به‌ویژه آثار رنه لالیک چشمگیرتر از بقیه آثار به نمایش درآمده‌است.
در میان اشیاء هنر ایرانی، سفالینه‌ها بیشترین بخش را دربر گرفته‌اند. سفالینه‌های ایرانی موزه گلبنکیان مربوط به دوره میان سده‌های ۱۳ تا ۱۷ میلادی هستند.

## نگارخانه

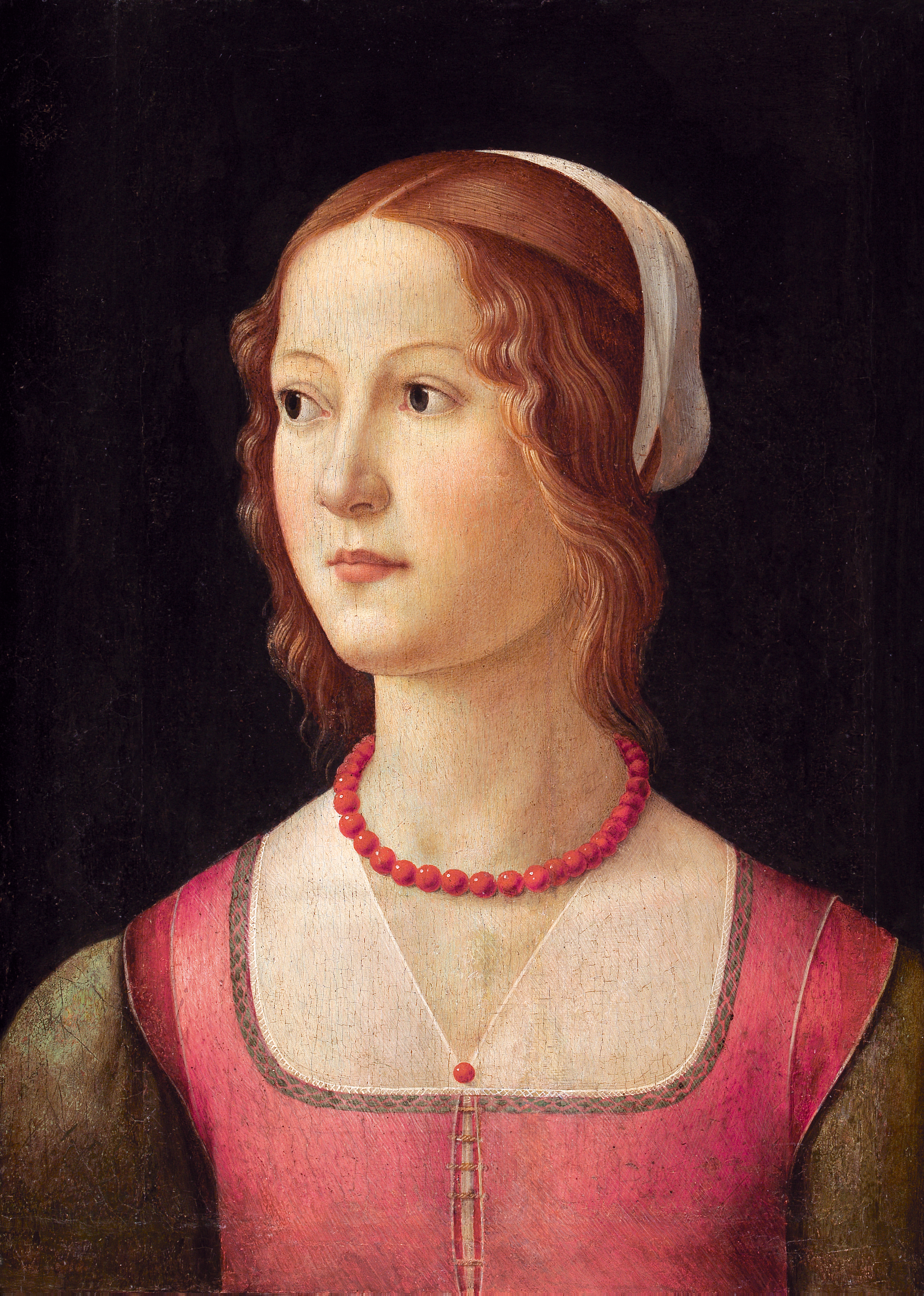
پُرترهٔ دختر جوان
نیمهٔ دوم سدهٔ ۱۵ میلادی
اثر دومنیکو گرلاندایو